# Zsigmondy (cráter)

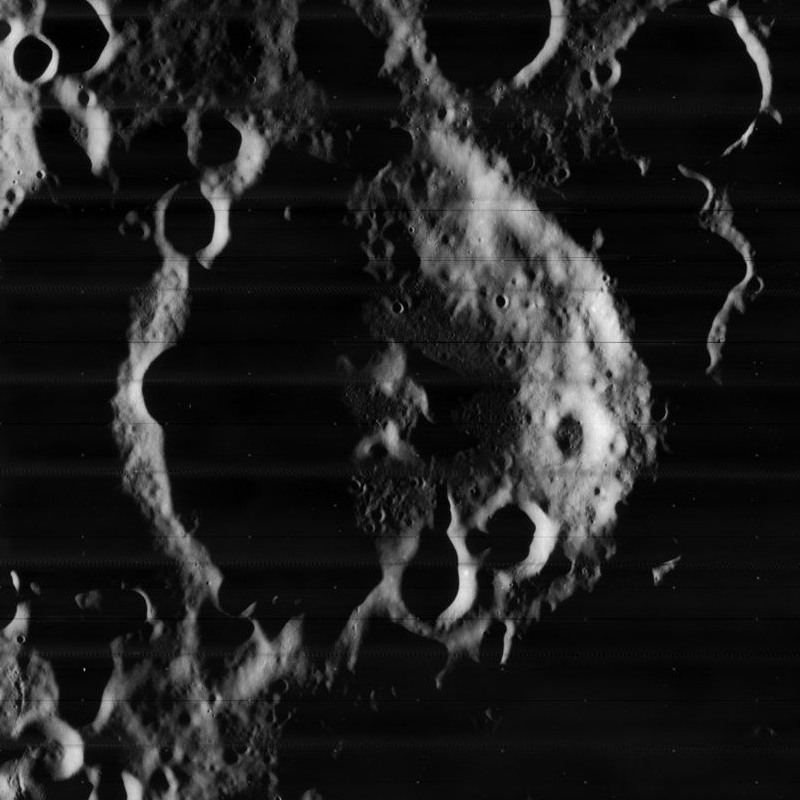
Imagen de la misión Lunar Orbiter 5

Zsigmondy es un cráter de impacto ubicado más allá del terminador noroeste, en la cara oculta de la Luna. Unido al borde sureste se halla el cráter Omar Khayyam, que se encuentra dentro de Poczobutt, mucho más grande. Más al este, en el borde norte de Poczobutt, aparece Smoluchowski.
|  |

El borde de Zsigmondy está erosionado y distorsionado, con un contorno algo poligonal. Se superpone a una formación de cráter de tamaño comparable, Zsigmondy S, en el borde occidental. Un par de pequeños cráteres se encuentran sobre el bajo borde del oeste, y otra pareja de impactos yace sobre la pared interior sureste. En el interior, el suelo es relativamente plano en la mitad occidental, con una baja elevación central cerca del punto medio.

## Cráteres satélite
Por convención estos elementos son identificados en los mapas lunares poniendo la letra en el lado del punto medio del cráter que está más cercano a Zsigmondy.
|           | \| Zsigmondy \| Coordenadas \| Diámetro \| \| --------- \| ------------------------------- \| -------- \| \| A \| 62°48′N 102°36′O / 62.8, -102.6 \| 63 km \| \| S \| 59°42′N 106°42′O / 59.7, -106.7 \| 64 km \| \| Z \| 62°06′N 104°54′O / 62.1, -104.9 \| 23 km \| |          |
| Zsigmondy | Coordenadas | Diámetro |
| A         | 62°48′N 102°36′O / 62.8, -102.6 | 63 km    |
| S         | 59°42′N 106°42′O / 59.7, -106.7 | 64 km    |
| Z         | 62°06′N 104°54′O / 62.1, -104.9 | 23 km    |